# Dadao-regering van Shanghai
De Dadao-regering van Shanghai, formeel de Grote Weg Gemeentelijke Regering van Shanghai (traditioneel Chinees: 上海市大道政府; pinyin: Shànghǎi Shì Dàdào Zhèngfǔ), was een kortstondige marionettenstaat die op 5 december 1937 in Pudong werd uitgeroepen om het door Japan bezette Shanghai in de vroege stadia van de Tweede Chinees-Japanse Oorlog te beheren.

## Achtergrond
Na de Slag om Shanghai van 1937 drong het kabinet van de Japanse premier Fumimaro Konoe aan op een snelle en diplomatieke oplossing voor de oorlog in China, en niet op een dure en langdurige bezetting. Bovendien wilde het Keizerlijke hoofdkwartier niet toestaan dat de politieke experimenten van het Kwantung-leger bij de oprichting van Mantsjoekwo zouden worden herhaald en zette het druk op Legergroep Centraal-China om een collaboratieve lokale regering aan te stellen om de details van het lokale bestuur van het metropolitaanse gebied van Shanghai te regelen.
In november 1937 werden een aantal prominente inwoners benaderd om het voorlopig burgerbestuur van de stad over te nemen. Uiteindelijk konden de Japanners de hulp verwerven van Fu Xiao'an, de rijke directeur van de Chinese Handelsbank en hoofd van de Algemene Kamer van Koophandel van Shanghai. Fu was een persoonlijke en politieke vijand van de nationalistische generaal Chiang Kai-shek en was door de Kwomintang in 1927 gevangen gezet omdat hij weigerde Chiang geld te lenen. Na zijn vrijlating uit de gevangenis vluchtte hij naar het door de Japanners bezette Mantsjoerije en leefde enkele jaren onder Japanse bescherming, waar zijn haat voor Chiang toenam.
Fu was echter niet bereid om zelf de nieuwe regering te leiden en beval Su Xiwen aan, een professor in religieuze filosofie en politieke wetenschappen aan de Chizhi-universiteit in Jiangwan. Su was afgestudeerd aan de Waseda-universiteit in Tokio en stond bekend om zijn conservatieve politieke opvattingen. Su stond ook bekend om zijn visie op het boeddhistisch-taoïstische syncretisme, dat de naam van het nieuwe bestuur beïnvloedde - de 'Grote Weg' refererend aan het oosterse filosofieconcept van de Tao - en zijn vlag: het yin-yang-symbool van het taoïsme op een gele achtergrond (de kleuren geel, goud en saffraan worden vaak geassocieerd met het boeddhisme).

## Geschiedenis

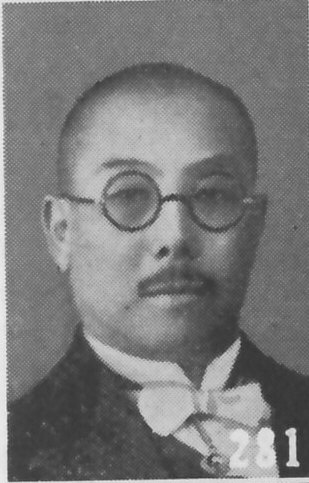
Portret van Fu Xiao'an in De meest recente biografieën van Chinese hoogwaardigheidsbekleders, 1941

De nieuwe regering leverde snel inspanningen om de openbare diensten van de stad te herstellen en richtte een politiemacht op onder leiding van Zhang Songlin, de voormalige commandant van de provinciale politie van Jiangsu, om de openbare orde te handhaven. Financiering werd verstrekt door een belasting geheven op alle invoer en uitvoer via de Japanse frontlinies in en uit Shanghai, en Su werd bijgestaan door een aantal deskundigen geleverd door de Zuid-Mantsjoerische Spoorwegmaatschappij. Su beloofde om de stad van zowel communistische als Kwomintang-elementen te zuiveren. Noch Su noch zijn Dadao-regering werden echter serieus genomen door Japanse politieke agenten, die met ontzetting en minachting keken naar het assortiment van criminelen, religieuze sekteleden en drugshandelaren die werden aangetrokken tot leidende posities in de nieuwe regering. De beloofde openbare werken werden niet geleverd doordat de trawanten van Su fondsen verduisterden, en de propagandawaarde van de nieuwe regering kelderde spoedig. In december 1937 haalden de Japanners een taaie Noord-Chinese collaborateur met de naam Wang Zihui binnen om operaties te overzien als een tijdelijke maatregel.
Nadat Liang Hongzhi de Hervormde Regering van de Republiek China in maart 1938 in Nanjing had gevestigd, organiseerde de Legergroep Centraal-China een aantal openbare bijeenkomsten en ceremonies ter ondersteuning. In minder dan een maand deed de Hervormde Regering haar gezag over de Dadao-regering gelden door een Yamen-toezichtsorgaan op te richten om de taken van het gemeentebestuur van Shanghai over te nemen. Su Xiwen erkende formeel de Hervormde Regering en verving zijn vlag op 3 mei 1938.
Onder de Hervormde Regering bleef Su Xiwen aan als hoofd van het Yamen-toezichtsorgaan totdat hij op 16 oktober 1938 alsnog werd vervangen door Fu Xiao'an als burgemeester van Shanghai.